# Englische Cricket-Nationalmannschaft in Pakistan in der Saison 1968/69
Die Tour der englischen Cricket-Nationalmannschaft nach Pakistan in der Saison 1968/69 fand vom 21. Februar bis zum 10. März 1969 statt. Die internationale Cricket-Tour war Bestandteil der Internationalen Cricket-Saison 1968/69 und umfasste drei Tests. Die Serie endete 0–0 unentschieden.

## Vorgeschichte
Für beide Mannschaften war es die erste Tour der Saison. Das letzte Aufeinandertreffen der beiden Mannschaften bei einer Tour fand in der Saison 1967 in England statt.

## Stadien
Die folgenden Stadien wurden für die Tour als Austragungsort vorgesehen.
| Stadion                      | Stadt   | Kapazität | Spiele  |
| ---------------------------- | ------- | --------- | ------- |
| Bangabandhu National Stadium | Dhaka   | 36.000    | 2. Test |
| National Stadium             | Karachi | 34.228    | 3. Test |
| Lahore Stadium               | Lahore  | 60.000    | 1. Test |

## Kaderlisten
Die Mannschaften benannten die folgenden Kader.
| Test | Test |
| Pakistan | England |
| --- | --- |
| - Saeed Ahmed (K) - Aftab Gul - Asif Iqbal - Asif Masood - Hanif Mohammad - Intikhab Alam - Majid Khan - Mohammad Ilyas - Mushtaq Mohammad - Niaz Ahmed - Pervez Sajjad - Salahuddin - Sarfraz Nawaz - Shafqat Rana - Wasim Bari (wk) | - Colin Cowdrey (K) - David Brown - Bob Cottam - Basil D’Oliveira - John Edrich - Keith Fletcher - Tom Graveney - Robin Hobbs - Alan Knott (wk) - Colin Milburn - Pat Pocock - Roger Prideaux - John Snow - Derek Underwood |

## Tests

### Erster Test in Lahore
| 21. – 24. Februar Scorecard | Lahore | England 306 (119.1) & 225-9d (84.5) | – | Pakistan 209 (70.2) & 203-5 (79) |
|                             |        | Remis                               |   |                                  |

England gewann den Münzwurf und entschied sich als Schlagmannschaft zu beginnen.

### Zweiter Test in Dhaka
| 28. Februar – 3. März Scorecard | Dhaka | Pakistan 246 (110.1) & 195-5 (101) | – | England 274 (132.4) & 33-0 (20) |
|                                 |       | Remis                              |   |                                 |

Pakistan gewann den Münzwurf und entschied sich als Schlagmannschaft zu beginnen.

### Dritter Test in Karachi
| 6. – 10. März Scorecard | Karachi | England 502-7 (175.1) | – | Pakistan |
|                         |         | Remis                 |   |          |

England gewann den Münzwurf und entschied sich als Schlagmannschaft zu beginnen.